# Zdenko
Zdenko  è un nome proprio di persona croato, sloveno e slovacco maschile.

## Varianti
- Maschili: Zdeno (slovacco)[1]
- Femminili: Zdenka[1]

### Varianti in altre lingue
- Ceco: Zdeněk[1]
  - Femminili: Zdeňka[2]

## Origine e diffusione
Costituiva in origine un ipocoristico di vari nomi slavi comincianti con la radice zidati ("costruire", "creare"), come ad esempio Zdeslav. 

## Onomastico
L'onomastico si può festeggiare il 31 luglio in memoria della beata Zdenka Schelingová, fondatrice delle suore di carità della Santa Croce e martire.

## Persone
- Zdenko Kožul, scacchista croato
- Zdenko Morovic, calciatore venezuelano
- Zdenko Rybka, schermidore cecoslovacco
- Zdenko Hans Skraup, chimico ceco
- Zdenko Verdenik, allenatore di calcio sloveno

### Variante Zdeněk
- Zdeněk Borovec, scrittore ceco

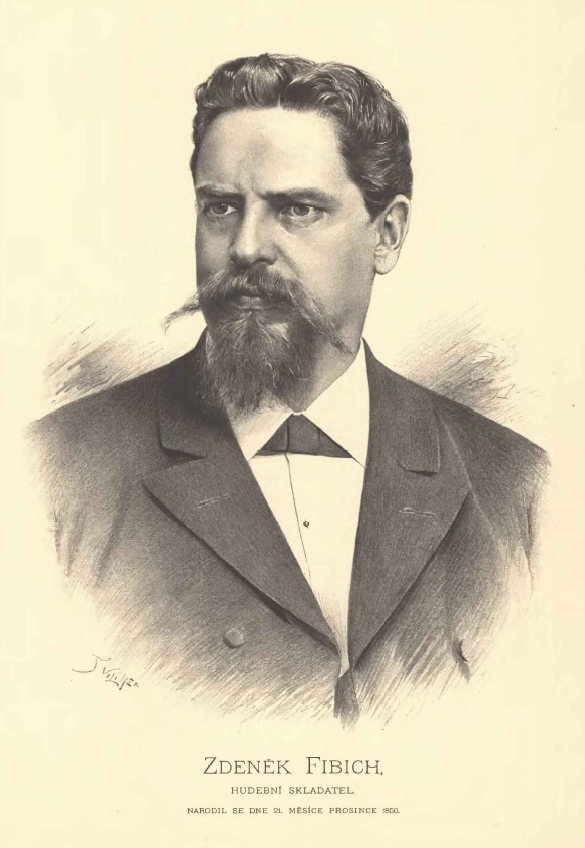
Zdeněk Fibich

- Zdeněk Burian, pittore e illustratore ceco
- Zdeněk Fibich, compositore ceco
- Zdeněk Fierlinger, politico e diplomatico cecoslovacco
- Zdeněk Grygera, calciatore ceco
- Zdeněk Kutlák, hockeista su ghiaccio ceco
- Zdeněk Nejedlý, musicologo ceco
- Zdeněk Zeman, allenatore di calcio ceco naturalizzato italiano

### Varianti femminili
- Zdenka Schelingová, religiosa slovacca
- Zdeňka Šilhavá, atleta ceca
- Zdeňka Vávrová, astronoma ceca

## Astronomia
- 3364 Zdenka è un asteroide della fascia principale che prende il nome da Zdeňka Vávrová.